# Andrzej Mostowski
Andrzej Mostowski (Leopoli, 1º novembre 1913 – Vancouver, 22 agosto 1975) è stato un matematico e logico polacco noto per il lemma del collasso di Mostowski.

## Biografia
Nato a Lemberg, in Austria-Ungheria (l'attuale Leopoli in Ucraina), iniziò i suoi studi all'Università di Varsavia nel 1931 per concluderli nel 1936. Nella sua formazione fu influenzato da altri matematici polacchi suoi contemporanei quali Kazimierz Kuratowski, Adolf Lindenbaum e Alfred Tarski. Tra il 1938 e il 1939 dimostrò che l'assioma della scelta è indipendente dai rimanenti assiomi della teoria degl'insiemi, fornendo così la prima prova d'indipendenza nell'ambito della teoria degli insiemi insieme ad Adolf Lindenbaume. Il suo dottorato di ricerca arrivò nel 1939.
A seguito dell'invasione tedesca della Polonia del 1939, trovò lavoro come contabile ma continuò ad insegnare presso "Università Segreta di Varsavia", ateneo clandestino che alcuni professori polacchi organizzarono durante gli anni dell'occupazione nazista. Dopo la Rivolta di Varsavia del 1944, i nazisti tentarono di rinchiuderlo in un campo di concentramento ma, grazie all'aiuto di alcune infermiere, riuscì a scappare in un ospedale. Nel 1946 scoprì l'analogie tra la teoria delle funzioni ricorsive e quella degl'insiemi boreliani. Dal 1947 divenne professore dell'Università di Varsavia mentre, nel 1949, ha dimostrato l'insolubilità del problema della decisione per gli anelli e per gli anelli commutativi.
Nel 1954 Mostowski fu insignito della Croce di Cavaliere dell'Ordine della Polonia restituta e nel 1963 fu eletto membro della Accademia polacca delle scienze. Dopo la seconda guerra mondiale ha supervisionato le tesi di master e di dottorato di Rasiowa in logica e fondamenti della matematica.
Sebbene abbia sempre insegnato presso l'ateneo di Varsavia, nel corso della sua carriera ha lavorato presso altri istituti: nell'anno accademico 1948-1949 lavorò presso l'Institute for Advanced Study di Princeton, nel 1958-1959 insegnò all'Università di Berkeley e nel 1969–1970 all'All Souls College a Oxford in Gran Bretagna.
Morì a Vancouver il 22 agosto 1975.